# Марсилио Диас (футбольный клуб)
«Марси́лио Ди́ас» (порт. Clube Náutico Marcílio Dias), либо официально «Наутико Марсилио Диас» — бразильский футбольный клуб из города Итажаи, штат Санта-Катарина. Чемпион штата Санта-Катарина 1963 года, обладатель Кубка штата 2007 года. В 2022 году клуб выступал в Серии D Бразилии.

## История
Клуб был основан 19 марта 1919 года как спортивная команда академической гребли. Клуб назван в честь Марсилио Диаса, моряка героя-артиллериста.
В 1963 году клуб выиграл свой единственный чемпионат штата. Несмотря на это, «Марсилио Диас» относится к числу старожилов высшего дивизиона чемпионата штата, команда восемь раз занимала второе место в турнире. В 1989 году «Марсилио Диас» участвовал в Серии B Бразилии, но вылетел из турнира на ранней стадии.
В 2000 году клуб был участником Жёлтого модуля Кубка Жоао Авеланжа, но не прошёл дальше групповой стадии. В 2007 году команда выиграла Кубок штата Санта-Катарина, что позволило ей стать участником Серии C чемпионата страны в следующем году. Также в 2007 году «Марсилио Диас» выиграл Рекопу Юга Бразилии, в котором принимали участие клубы-представители высших лиг четырёх штатов, входящих в этот регион страны.

## Достижения
- Чемпион штата Санта-Катарина (1): 1963
- Чемпион Второго дивизиона штата Санта-Катарина (3): 1999, 2010, 2013
- Кубок штата Санта-Катарина (1): 2007
- Рекопа Юга Бразилии (1): 2007